# Редкинский опытный завод
Редкинский опытный завод (РОЗ) — советский и российский опытный завод, находящийся в посёлке городского типа Редкино Тверской области. Основан как первый в России (второй в Европе) торфо-коксовальный завод в августе 1902 года. В 1957 году был передан Министерству химической промышленности, после чего завод становится одним из крупнейших опытных предприятий СССР. Сейчас ОАО «РОЗ» — одно из крупнейших химических производств Тверской области, выпускает больше 40 наименований продукции различного назначения.

## История предприятия

### Торфо-коксовальный завод
Близ Редкина были значительные залежи торфа. В районе так называемых первого — центрального, второго и третьего участков располагалось Якунчиково болото, в районе нынешнего Северного посёлка — Поляково болото, а восточнее завода, почти до самой Волги тянулись громадные залежи государственного месторождения «Галицкий мох». Много других торфяных болот с названиями и безымянных простиралось окрест. Некоторые были совершенно непроходимыми; например, в урочищах Митроха и Чура (нынешняя территория филиала Всесоюзного научно-исследовательского института топливной промышленности). 

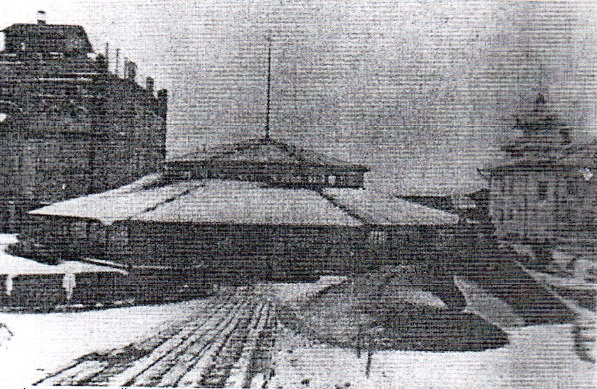
Торфококсовальный завод 1902 г., производственные помещения и склад для хранения кокса

Во второй половине 19 века на территории торфяного массива «Галицкий Мох» развернулась добыча торфа. В летний период времени местные предприниматели Якунчиков и Поляков с помощью формовочных машин добывали торф высокого качества.
24 июня 1900 года появился наказ министра путей сообщения князя М. И. Хилкова о строительстве на базе государственной торфяной залежи Галицкий мох Редкинского торфококсовального завода и производстве на нём торфяного полукокса для нужд Николаевской железной дороги. 
Строительство завода длилось два года, в августе 1902 года в праздник Успенья было закончено строительство последней из восьми печей Циглера.
На данном предприятии работало около 80 человек. Получаемая продукция — полукокс, шла на нужды железной дороги. В 1907 году завод сгорел и бездействовал до 1918 года.
В 1920 году он вновь дал продукцию. Постепенно на базе редкинского торфопредприятия и торфококсзавода был создан Редкинский торфокомбинат.

### В годы Великой Отечественной войны
Осенью 1941 года фронт подошёл к границам Завидовского района Калининской области и остановился недалеко от посёлка Конаково. 13 октября 1941 года началась эвакуация 1-го торфохимического комбината. Двести вагонов с оборудованием и семьями рабочих завода по железной дороге были направлены из Редкино в эвакуацию на Урал в Нижний Тагил. 16 ноября 1941 года здание торфохимического комбината в Редкине было взорвано. В тот же день военные части германской армии вступили в посёлок и двинулись на юг, оккупировав большую часть Завидовского района. Оккупация посёлка длилась с ноября по декабрь 1941 года.
1 января 1942 года рабочие комбината, вернувшиеся из эвакуации, вышли на работу для восстановления производства. Восстанавливалась и мирная жизнь в Редкине. 96 работников Редкинского завода были награждены медалью «За доблестный труд в годы Великой Отечественной войны 1941—1945 гг.».

### Опытный завод
Со временем центр тяжести заводского производственного процесса постепенно переноситься с изготовления полукокса на химизацию торфопереработки, на комплексное использование всех химических компонентов, содержащихся в торфе, вернее, в «отходах» производства полукокса. Это было направление, определившее развитие завода до 50-х годов. Завод в тот период включал в себя всё — от добычи торфа до целого комплекса цехов по химической переработке продуктов полукоксования с целью получения восков и парафинов, фенолов и крезолов, креолина, карболениума, применяемых в литейном деле, полиграфии, в производстве пластмасс и лаков.
В сентябре 1957 года специальным решением Правительства завод был передан Министерству химической промышленности. В эти годы на заводе был построен комплекс опытных установок, и завод стал крупнейшим опытным предприятием Министерства химической промышленности и его Главного Управления тяжелого органического синтеза.
Поставленные технические задачи по отработке технологии процессов получения элементоорганических соединений, катализаторов гидрирования и очистки выхлопа двигателей внутреннего сгорания, малотоннажных органических продуктов и компонентов композиционных тугоплавких материалов решались в содружестве с научными коллективами Государственного института прикладной химии (ГИПХ) и Государственного научно-исследовательского института химии и технологии элементоорганических соединений (ГНИИХТЭОС) под руководством Шпака B.C. и Соболевского М. В.
В это же время завод сотрудничает с ведущими учеными свыше 50-ти научно-исследовательских институтов и руководителями научных школ, в том числе: ИНЭОС АН СССР (акад. А. Н. Несмеянов, акад. К. А. Андрианов), НИФХИ им. Л. Я. Карпова (акад. Я. М. Колотыркин), ВИАМ (акад. А. Т. Туманов), ИФХ АН (акад. В. И. Спицын), ВНИИНЕФТЕХИМ (член-корр. Ластовкин Г. А.) и др. и выпускает более 250 наименований химической продукции. Почти вся выпускаемая продукция не имеет аналогов на предприятиях страны.
Заводом впервые разработана и внедрена технология получения ряда важных продуктов:
- триизобутилалюминия, триэтилалюминия, что позволило создать на Волжском, Куйбышевском, Ефремовском и Стерлитамакском заводах СК производство отечественного изопренового каучука, не уступающего по качеству натуральному каучуку;
- кремнийорганических мономеров, жидкостей, смол, клеев с внедрением на Данковском, Запорожском и Славгородском химических заводах;
- полупроводникового кремния с внедрением на Запорожском титано-магниевом комбинате;
- ионообменных смол с созданием производства на Черкасском химическом комбинате;
- катализаторов на основе драгметаллов на Северо-Донецком, Ангарском и Салаватском хим. комбинатах.

С 1962 года Редкинский опытный завод становится головным опытным заводом по синтезу кремний-органических мономеров и полимеров. На заводе разработан и внедрен уникальный аппарат непрерывного действия типа «Вращающийся реактор» и отработана технология получения кремний-органических мономеров с направленностью на получение метил-, фенил- и этилхлорсиланов.
По результатам отработки этой технологии впоследствии были организованы крупнотоннажные производства на Данковском химическом комбинате, на заводе «Кремнийполимер» г. Запорожье и на химическом комбинате г. Нюнхритц ГДР.
В 1960—1970 гг. были созданы производства ингибиторов кислотной и атмосферной коррозии НДА, ХЦА, М-1, ПКУ-Э, серии ИФХАН.
В 1963—1967 гг. на заводе по технологии ГИПХ было создано производство Хладона-13, фурона и тетрагидрофурана с внедрением на Ферганском заводе фурановых соединений, а затем на Кропоткинском химкомбинате. Впервые в стране был отработан процесс получения пирографита- конструкционного материала нового поколения, который нашел широкое применение в авиа- и космической технике.
В 1964—1970 гг. по разработке ИНЭОС и ГНИИХТЭОС на заводе была отработана технология получения ферроцена и его производных, а в 1974 г. циклопентадиенилтрикарбонила марганца — нового нетоксичного антидетонатора, взамен тетраэтилсвинца. За высокий уровень и качество технологических разработок в производстве ферроцена ряд работников завода были отмечены званиями Лауреатов Государственной премии СССР.
В 1965 году по решению Правительства было создано и запущено производство оловоорганических катализаторов и стабилизаторов, нашедших самое широкое применение в народном хозяйстве.
В 1969—1976 гг. Редкинским опытным заводом совместно со специалистами ВИАМ была разработана технология и создано производство нитевидных кристаллов и порошков тугоплавких соединений карбида и нитрида кремния, нитрида и окиси алюминия, нитрида бора и окиси цинка для армирования композиций на основе металлов и керамики.
В 1969 году при заводе создаётся Опытно-конструкторское бюро автоматики (ОКБА).
В 1971 году заводом совместно с ГНИИХТЭОС была отработано технология и освоено производство карбонилов металлов (вольфрама, молибдена, хрома), а также особо чистых металлических порошков железа; совместно с ИМАШ разработаны композиционные подшипники скольжения бронза-фторопласт для изделий военно-морского флота; совместно с КТБМИ передано для внедрения на Краснопахорском заводе опытное производство металлокерамических фильтров.

### Настоящее время
В перестроечные годы передовые разработки и изобретения оказались невостребованными. Предприятие лишилось госзаказов оборонного комплекса, но выжило, хотя, и потеряло часть производственных площадей.
Сегодня завод выпускает больше 40 наименований продукции различного назначения, в основном для оборонной промышленности нашей страны, содержит штат сотрудников около 500—700 человек.

## Продукция
Продукция РОЗ востребована на всей территории России: ферроцен и его производные, ингибиторы коррозии, хладон, высокотемпературные материалы (пирографит и нитевидные кристаллы), оловоорганические катализаторы, карбонилы вольфрама и молибдена, нитрид бора, теплостойкие ткани для пассажирских вагонов. В перечень работ входит освоение технологических процессов малотоннажной химии, отработка и усовершенствование технологии и аппаратурного оформления процессов и наработка химической продукции. В последние годы получили развитие работы по производству лекарственных субстанций и готовых лекарственных средств. Завод имеет собственный проектно-конструкторский отдел, ориентированный на разработку и проектно-сметной документации на создание и реконструкцию химических установок во взрывопожароопасном производстве.